# XMI
XMI (XML Metadata Interchange) — стандарт OMG для обмена метаданными с помощью языка XML. Может использоваться для любых метаданных, если их метамодель может быть выражена с помощью MOF (Meta-Object Facility). Наиболее часто XMI применяется как формат обмена UML-моделями. Информатик не мог раньше импортировать UML-модель из одного инструмента UML-моделирования в другой — из-за различий в определении синтаксиса и семантики элементов языка.

## Синтаксис
Спецификация XMI довольно сложна (в версии 1.2 — более 400 страниц). Метамодель языка UML, изложенная на XMI, также пугающе велика. Чтобы дать общее представление о синтаксисе, воспользуемся тем фактом, что на XMI определяется не только метамодель языка UML, но и конкретные UML-модели, и приведем лишь определение UML-конструкции "адрес". Последующие пояснения синтаксиса языка приведены также из упомянутого источника. Обратите внимание, что тэги "UML:Class", "UML:Attribute", "UML:Classifier" не принадлежат языку XMI, а были определены в метамодели языка UML, на которую ссылается данный XMI-файл.

### Пример XMI-файла: адрес
```
<?xml version="1.0"?>

<XMI
 
xmi.version=
"1.2"
 
xmlns:UML=
"org.omg/UML/1.4"
>

 
<XMI.header>

  
<XMI.documentation>

   
<XMI.exporter>
ananas.org
 
stylesheet
</XMI.exporter>

  
</XMI.documentation>

  
<XMI.metamodel
 
xmi.name=
"UML"
 
xmi.version=
"1.4"
/>

 
</XMI.header>

 
<XMI.content>

  
<UML:Model
 
xmi.id=
"M.1"
 
name=
"address"
 
visibility=
"public"

              
isSpecification=
"false"
 
isRoot=
"false"

              
isLeaf=
"false"
 
isAbstract=
"false"
>

   
<UML:Namespace.ownedElement>

    
<UML:Class
 
xmi.id=
"C.1"
 
name=
"address"
 
visibility=
"public"

               
isSpecification=
"false"
 
namespace=
"M.1"
 
isRoot=
"true"

               
isLeaf=
"true"
 
isAbstract=
"false"
 
isActive=
"false"
>

     
<UML:Classifier.feature>

      
<UML:Attribute
 
xmi.id=
"A.1"
 
name=
"name"
 
visibility=
"private"

                     
isSpecification=
"false"
 
ownerScope=
"instance"
/>

      
<UML:Attribute
 
xmi.id=
"A.2"
 
name=
"street"
 
visibility=
"private"

                     
isSpecification=
"false"
 
ownerScope=
"instance"
/>

      
<UML:Attribute
 
xmi.id=
"A.3"
 
name=
"zip"
 
visibility=
"private"

                     
isSpecification=
"false"
 
ownerScope=
"instance"
/>

      
<UML:Attribute
 
xmi.id=
"A.4"
 
name=
"region"
 
visibility=
"private"

                     
isSpecification=
"false"
 
ownerScope=
"instance"
/>

      
<UML:Attribute
 
xmi.id=
"A.5"
 
name=
"city"
 
visibility=
"private"

                     
isSpecification=
"false"
 
ownerScope=
"instance"
/>

      
<UML:Attribute
 
xmi.id=
"A.6"
 
name=
"country"
 
visibility=
"private"

                     
isSpecification=
"false"
 
ownerScope=
"instance"
/>

     
</UML:Classifier.feature>

    
</UML:Class>

   
</UML:Namespace.ownedElement>

  
</UML:Model>

 
</XMI.content>

</XMI>

```

### XMI-шапка
XMI определяет следующие теги и атрибуты:
- XMI всегда является корневым элементом. Он должен иметь атрибут xmi.version (действующие версии 1.0, 1.1, 1.2 и 2.0).
  - XMI.header — шапка. Наиболее важны её дети XMI.documentation и XMI.metamodel.
    - XMI.documentation содержит информацию о конечном пользователе: 
      - XMI.owner — владелец метамодели.
      - XMI.contact — его контактные данные.
      - XMI.longDescription — длинное описание владельца.
      - XMI.shortDescription — короткое описание.
      - XMI.exporter — экспортер.
      - XMI.exporterVersion — версия экспортера.
      - XMI.exporterID — идентификатор экспортера.
      - XMI.notice — комментарий.

    - XMI.metamodel — описание метамодели, к которой алгоритм XMI был применен.

  - XMI.content — содержание модели.
    - xmi.id — уникальный идентификатор ссылки на метамодель.
    - xmi.idref — сама ссылка на метамодель.

### Средства описания метамоделей
UML-метамодель — это модель, которая описывает язык UML — в частности, она описывает классы, атрибуты, ассоциации, пакеты (packages), сотрудничество (collaborations), варианты использования (use cases), актеры, сообщения, состояния и другие понятия языка UML. Метамодель сама может быть написана в UML.
Приставка "мета" означает, что метамодель описывает модель модели. Кроме того, XML используется в данном случае как метаязык (язык, на котором описывается другой язык). Метамодель UML опубликована в спецификации UML. Более конкретно, XMI использует "UML Model Interchange", описанную в главе 5 спецификации UML.
Одним из центральных понятий в UML, по крайней мере — в диаграммах классов — является само понятие "class". В метамодели это понятие моделируется метаклассом Class, наследующим от абстрактного метакласса Classifier. Classifier является родительским для класса, интерфейса и типа данных. Цепочку наследования продолжают: GeneralizableElement, который представляет все концепции, которые могут быть генерализованы (то есть — унаследованы от других); ModelElement, который представляет все абстракции в модели (такие, как пространство имен, ограничения, класс), и, наконец, Element, самый верхний метакласс. Каждый из этих метаклассов имеет атрибуты, из которых Class наследует.
Существует композиция между Classifier и Feature, являющейся родителем StructuralFeature. Attribute наследует от StructuralFeature.

## Программы, использующие этот формат
- Altova UModel
- ArgoUML
- ARIS Toolset
- Artisan Studio
- Astah UML Tool
- en:BOUML
- Eclipse Process Framework Composer
- en:Enterprise Architect (Sparx Systems)
- Innovator
- en:iteraplan
- en:MagicDraw
- en:Modelio
- Pentaho
- en:PowerDesigner (Sybase)
- en:System Architect (Rational)
- SAP BI
- en:StarUML
- Umbrello
- de:UML2 Project (Eclipse MDT)
- de:Visual Paradigm